# Easy Girl
Pour plus de détails, voir Fiche technique et Distribution.
Easy Girl ou Tout pour un A au Québec (Easy A) est un film de Will Gluck sorti en septembre 2010.

## Synopsis
Pour éviter d'aller camper avec sa meilleure amie Rhiannon (Alyson Michalka) et ses parents nudistes, qu'elle trouve trop bizarres, une lycéenne, Olive Penderghast (Emma Stone), fait croire à celle-ci qu'elle doit passer le weekend avec un ami de son frère. À la place, elle reste enfermée dans sa chambre tout le weekend. Le lundi suivant, embêtée par Rhiannon qui veut absolument savoir comment son weekend s'est passé, elle ment et prétend avoir couché avec ce mec imaginaire pour avoir la paix. Marianne (Amanda Bynes), une fille très religieuse du lycée, les surprend et raconte à ses amis la nouvelle. La rumeur se répand comme une traînée de poudre. Le club dirigé par Marianne, basé sur les concepts religieux issus de la Bible, décide de remettre la jeune fille dans le droit chemin. 
Olive confie à son tout nouvel ami Brandon (Dan Byrd) la vérité et celui-ci lui raconte qu'il est le bouc émissaire des autres parce qu'il est gay. Elle lui donne l'idée de se faire passer pour un hétéro et le soir même, Brandon convainc Olive de faire semblant de coucher avec lui à une fête.
Après une violente dispute avec sa meilleure amie Rhiannon, Olive décide de profiter de sa toute nouvelle image de traînée pour aider les gens rejetés au lycée. Elle commence à porter des vêtements provocants sur lesquels elle a cousu un énorme A rouge, tout comme l'héroïne du livre La Lettre Écarlate qu'ils sont en train d'étudier, pour avoir l'air d'assumer sa nouvelle réputation. Les garçons qui sont considérés comme des losers lui demandent la permission de raconter qu'ils ont eu une relation sexuelle avec elle, en échange de bons de réductions pour divers produits, ce qui accroît leur popularité et la réputation d'Olive.
Olive croise Todd (Penn Badgley), la mascotte de l'école, dont elle était amoureuse au collège. Todd lui avoue ne pas croire à la réputation d'Olive car il se souvient qu'elle a menti pour lui, prétendant qu'ils se sont embrassés alors qu'il n'était pas prêt pour le faire.
Néanmoins, les problèmes s'accumulent et les insultes deviennent quotidiennes. Alors qu'Olive pensait tout gérer, un nouveau scandale l'éclabousse sans qu'elle le veuille : Micah (Cam Gigandet), un élève qui a attrapé des chlamydias, affirme les avoir attrapés avec elle pour couvrir Mme Griffith (Lisa Kudrow), la conseillère d'orientation, avec qui il a une relation secrète. Si le jeune homme est bel et bien majeur, Mme Griffith est mariée à un professeur du lycée et risque à la fois sa place et son mariage si la vérité se sait. Olive accepte donc de prendre la responsabilité de ce nouveau mensonge. 
En dépit de ce gain de popularité, Olive se sent seule, et se rend compte que si de nombreux garçons l'ont sollicitée pour leur propre réputation, aucun n'a réellement tenté de la séduire. Elle est finalement invitée à sortir avec Anson (Jake Sandvig (en)), un lycéen, mais se rend compte que celui-ci ne veut que la payer pour avoir une relation sexuelle avec elle. Olive prend alors la mesure de son mensonge et décide d'y mettre un terme. 
Comme aucun des garçons qui ont répandu le mensonge n'est disposé à rétablir la vérité, Olive organise alors un chat sur Internet dans lequel elle s'explique et raconte toute l'histoire. Todd passe ensuite la chercher et ils commencent une histoire, après qu'Olive ait conclu le chat en insistant sur le fait que sa vie personnelle ne concernait qu'elle et elle seule.

## Fiche technique
- Titre original : Easy A
- Titre français : Easy Girl
- Titre québécois : Tout pour un A
- Réalisation : Will Gluck
- Scénario : Bert V. Royal (en)
- Pays de production :  États-Unis
- Dates de sortie :
  - Canada : 11 septembre 2010 (Festival international du film de Toronto)
  - États-Unis : /  Canada : 17 septembre 2010
  - France : 15 juin 2011 (sorti directement en DVD)

## Distribution
- Emma Stone (VF : Élisabeth Ventura ; VQ : Catherine Brunet) : Olive

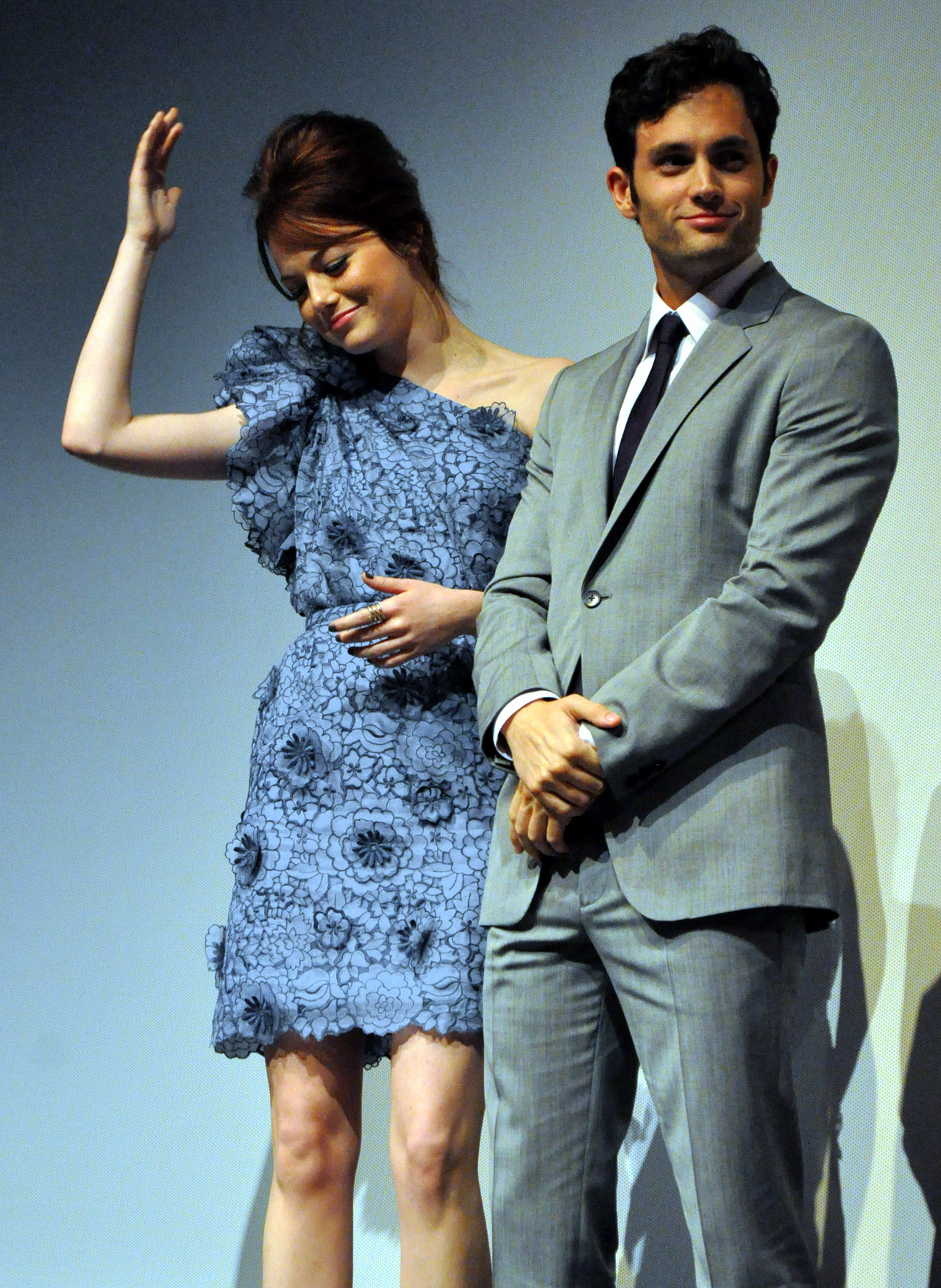
Les acteurs Emma Stone et Penn Badgley, au Toronto International Film Festival 2010.

- Penn Badgley (VF : Anatole de Bodinat ; VQ : Nicolas Charbonneaux-Collombet) : Todd Woodchuck
- Amanda Bynes (VF : Ludivine Maffren ; VQ : Kim Jalabert) : Marianne
- Dan Byrd (VF : Juan Llorca) : Brandon
- Thomas Haden Church (VF : Hervé Furic ; VQ : Benoît Rousseau) : Monsieur Griffith
- Patricia Clarkson (VF : Anne Canovas ; VQ : Élise Bertrand) : Rosemary
- Cam Gigandet (VF : David Van de Woestyne ; VQ : Gabriel Lessard) : Micah
- Lisa Kudrow (VF : Laurence Crouzet ; VQ : Nathalie Coupal) : Mme Griffith
- Malcolm McDowell (VF : Jean-Pierre Leroux ; VQ : Vincent Davy) : Principal Gibbons
- Alyson Michalka (VF : Ingrid Donnadieu ; VQ : Annie Girard) : Rhiannon
- Stanley Tucci (VF : Bernard Alane ; VQ : Daniel Lesourd) : Dill
- Fred Armisen (VQ : François Trudel) : Pasteur
- Juliette Goglia : Jeune Olive
- Jake Sandvig (en) (VQ : Nicholas Savard L'Herbier) : Anson
- Morgan Rusler (en) : Monsieur Abernathy
- Nikki Tyler-Flynn : Madame Abernathy
- Braeden Lemasters : Collégien
- Mahaley Hessam (en) : Nina
- Jameson Moss : Evan
- Blake Hood (en) : Kennedy Peters-Booth
- Bryce Clyde Jenkins : Chip
- Neil Soni : Zia
- Stacey Travis : la mère de Marianne
- Bonnie Burroughs (en) : la mère de Micah
- Eddie Applegate : le gand-père de Micah
- Norma Micheals (en) : la grand-mère de Micah
- Yolanda Snowball : Réceptionniste
- Andrew Fleming : Docteur
- Johanna Braddy : Melody Bostic
- David Gore (es) : Pré-ado
- Lalaine : Fille aux rumeurs
- D'Anthony Wayne Palms : Josh Wisniewski
- Ryan Parker (VQ : Jean-Louis Straussenstein) : Kurt
- Rawson Thurber : Homme Quiznos
- Chris De Lorenzo : Spectateur dans la salle de gym
- Jillian Johnston : Serveuse
- Nancy Karr, Clay Black, Brad Etheridge, Veerta Motiani et Michael Strauss : Serveurs qui chantent
- Lance Kerfuffle : Réceptionniste
- Drew Koles : Garçon
- Max Crumm (en) : Pontius
- Jeremiah Hu : Judas
- Jessica Jann : Jezebel
- Danni Katz : Harlot
- Jason Kropik : Mortimer